# Alexander Wassiljewitsch Kikin
Alexander Wassiljewitsch Kikin (russisch Александр Васильевич Кикин; * 1670; † 17. Märzjul. / 28. März 1718greg. in St. Petersburg) war ein russischer Leibgardist und Schiffbauer.

## Leben
Kikins Eltern waren der Woiwode Wassili Kikin und seine Frau Marija Michailowna geborene Golochwastowa.
Kikin wurde 1693 Bombardier im Preobraschenski Leib-Garderegiment, das 1691 aus Peters I. Spielzeugarmee entstanden war, und nahm als Offiziersbursche Peters I. an den Asowfeldzügen teil.
Mit der Großen Gesandtschaft kam Kikin in die Niederlande und erlernte den Schiffbau. 1703 und 1704 arbeitete er als Mastmacher in der Woronescher Werft und in der Olonezer Werft in Lodeinoje Pole. 1705–1706 nahm er am Großen Nordischen Krieg teil.
Als im Januar 1707 der Kommandant der Olonezer Werft und Equipage-Meister der St. Petersburger Admiralitätswerft unerwartet starb, wurde Kikin Kommandant der Olonezer Schiffswerft und Equipage-Meister der St. Petersburger Admiralität. Als Equipage-Meister war er verantwortlich für die Ausstattung, Bewaffnung und Versorgung der auf der Admiralitätswerft gebauten Schiffe. Er überwachte den Bau der Admiralität und führte Aufträge Peters I. aus. 1708 schickte ihn Peter I. nach Baturyn zu Iwan Masepa. Kikin beschäftigte sich hauptsächlich mit dem Schiffbau, der Ausrüstung der Flotte und der Überprüfung der Werften. 1712 war er Trauzeuge bei der Heirat Peters I. mit Marta Helena Skowrońska. Im selben Jahr wurde Kikin in den Admiralitätsrat berufen. Fürst Boris Kurakin und der englische Botschafter Charles Whitworth suchten seine Nähe.
Kikin war seit 1711 mit Nadeschda Iwanowna Schafirowa (Verwandte des Vizekanzlers Peter Schafirow) verheiratet, mit der er zwei Töchter hatte.

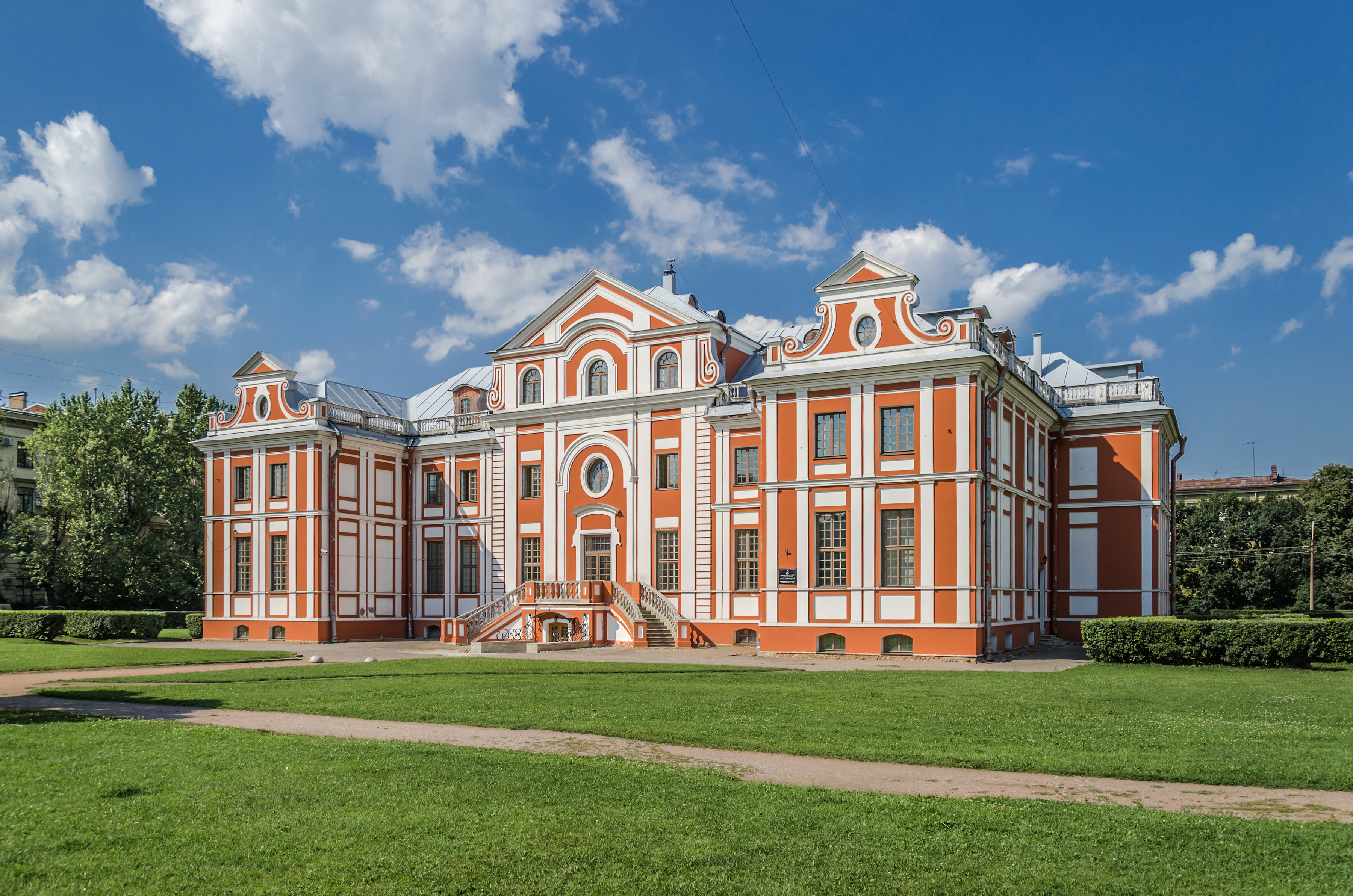
Kikin-Palast, St. Petersburg

Kikin begann 1714 in St. Petersburg den Bau des Kikin-Palasts mit dem Architekten Alexander Staubert. 1715 wurde er wegen Bestechung verhaftet und nach Zahlung eines hohen Lösegelds nach Moskau verbannt. Bald erlaubte ihm Peter I. die Rückkehr nach St. Petersburg.
Kikin gehörte zwar zu den Freunden Peters I., aber aufgrund seiner Feindschaft mit dem immer mächtiger werdenden Vertrauten Peters I. Alexander Menschikow näherte sich Kikin der Opposition Peters I. um Peters I. Sohn Zarewitsch Alexei Petrowitsch. Kikin hatte Einfluss auf Alexei Petrowitsch und empfahl ihm zunächst, ins Kloster zu gehen und Peters I. Tod abzuwarten. Dann riet er ihm, ins Ausland zu fliehen. Im Frühjahr 1716 begleitete Kikin Peters I. Halbschwester Maria Alexejewna nach Karlsbad und bereitete in Wien die Flucht Alexei Petrowitschs vor. Dann traf er Alexei Petrowitsch in Libau und überredete ihn zur Flucht, worauf dieser zunächst nach Wien und dann nach Neapel floh. Kikin wurde aufgrund einer Denunziation im Februar 1718 verhaftet. Nach Folterung gestand er alles. Dann widerrief er und verteidigte sich in einem langen Brief an Peter I. Nach erneuter Folterung gestand er wieder, worauf die Minister ihn zum grausamen Tod verurteilten. Trotz der von Graf Pjotr Apraxin erbetenen Fürsprache der Zarin Katharina Alexejewna wurde Kikin am 28. März 1718 gerädert.